# Kanton Vesoul-Ouest
Kanton Vesoul-Ouest (francouzsky Canton de Vesoul-Ouest) je francouzský kanton v departementu Haute-Saône v regionu Franche-Comté. Tvoří ho 12 obcí.

## Obce kantonu
- Andelarre
- Andelarrot
- Chariez
- Charmoille
- Échenoz-la-Méline
- Montigny-lès-Vesoul
- Mont-le-Vernois
- Noidans-lès-Vesoul
- Pusey
- Pusy-et-Épenoux
- Vaivre-et-Montoille
- Vesoul (západní část)